# (146268) Jennipolakis
(146268) Jennipolakis est un astéroïde de la ceinture principale.

## Description
(146268) Jennipolakis est un astéroïde de la ceinture principale. Il fut découvert le 16 février 2001 à l'Observatoire Junk Bond par David Healy. Il présente une orbite caractérisée par un demi-grand axe de 2,30 UA, une excentricité de 0,15 et une inclinaison de 3,3° par rapport à l'écliptique.

## Compléments